# Cabo Verde nos Jogos Paralímpicos
Cabo Verde participou pela primeira vez nos Jogos Paralímpicos em 2004 em Atenas, tendo dois competidores no atletismo e um no levantamento de peso básico. O país enviou uma única atleta (Artemiza Gomes) aos Jogos Paralímpicos de Verão de 2008 em Pequim, para competir no lançamento do peso, disco dardo. Nos Jogos Paralímpicos de Verão de 2012 em Londres, Cabo Verde foi representado pelo atleta Márcio Fernandes nos 100 e 200 metros na classe T44 e no lançamento do dardo na classe F44.
Cabo Verde nunca participou dos Jogos Paralímpicos de Inverno e já ganhou uma medalha paralímpica (Bronze) nos Jogos Paraolímpicos de Verão de 2016.